# هاري هاميلتون
هاري هاميلتون (بالإنجليزية: Harry Hamilton)‏ هو لاعب كرة قدم أمريكية أمريكي، ولد في 29 نوفمبر 1962 في جامايكا ‏ في الولايات المتحدة.

## وصلات خارجية
- هاري هاميلتون على موقع مرجع كرة القدم المحترفة.كوم (الإنجليزية)